# Anton Novakov
Anton Novakov (n. ?, gubernia Basarabia, Imperiul Rus – d. secolul al XX-lea) a fost un bulgar basarabean și politician moldovean, membru al Sfatului Țării al Republicii Democratice Moldovenești.

## Sfatul Țării
Fiind bulgar de naționalitate, a fost unul din membrii Sfatului Țării a absentat de la votul de Unire a Basarabiei cu România în timpul sesiunii din 27 martie 1918.

## Galerie de imagini

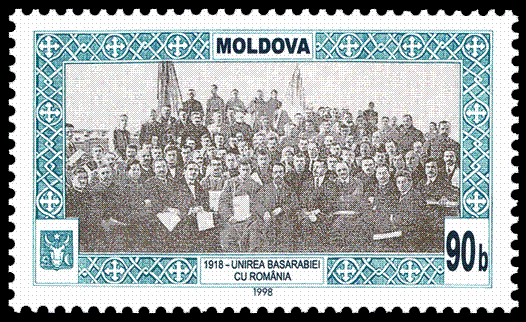
Membrii Sfatului Țării pe un timbru moldovenesc din 1998.